# Jörg-Dieter Ludwig
Jörg-Dieter Ludwig es un deportista de la RDA que compitió en luge en la modalidad doble. Ganó una medalla de plata en el Campeonato Mundial de Luge de 1981, y dos medallas en el Campeonato Europeo, oro en 1979 y plata en 1982.

## Palmarés internacional
| Campeonato Mundial | Campeonato Mundial    | Campeonato Mundial | Campeonato Mundial |
| Año                | Lugar                 | Medalla            | Prueba             |
| ------------------ | --------------------- | ------------------ | ------------------ |
| 1981               | Hammarstrand (Suecia) | Medalla de plata   | Doble              |
| Campeonato Europeo |                       |                    |                    |
| Año                | Lugar                 | Medalla            | Prueba             |
| 1979               | Oberhof (RDA)         | Medalla de oro     | Doble              |
| 1982               | Winterberg (RFA)      | Medalla de plata   | Doble              |